# Souphanouvong

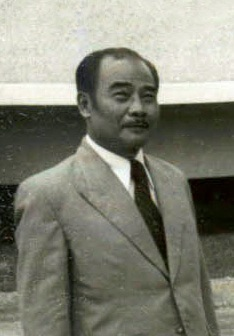
Souphanouvong in 1978.

Prins Souphanouvong (Luang Prabang, 12 juli 1912 – Vientiane, 9 januari 1995) was een Laotiaans politicus. 
Souphanouvong was de halfbroer van prins Souvanna Phouma. Hij studeerde in Frankrijk. Terug in Laos vertegenwoordigde hij de linkse politieke richting. Na de Tweede Wereldoorlog werd hij de feitelijke organisator van de tegen de Fransen strijdende pro-communistische - en in nauwe verbinding met Ho Chi-Minhs' Indochinese Communistische Partij staande - Pathet Lao-beweging. 
Na de onafhankelijkheid van Laos op 22 oktober 1953 bestreed hij de prowesterse koningen Sisavang Vong en Savang Vatthana. In 1957 sloot de Pathet Lao vrede met de koning en nam Souphanouvong deel aan de regering van zijn halfbroer, de neutrale premier prins Souvanna Phouma, voor de Neo Lao Hak Xat-partij, de uit de Pathet Lao voortgekomen volkspartij. In 1958 kwam het tot een breuk met Souvanna Phouma en de koning en nam de Pathet Lao opnieuw de wapens op tegen de regering. Van 1962 tot 1963 en van 1963 tot 1973 vocht de Pathet Lao tegen de regering. In 1973 kwam er een akkoord tot stand en werd er een coalitieregering gevormd uit de Laotiaanse Revolutionaire Volkspartij (civiele vleugel van de Pathet Lao), de neutralisten (Souvanna Phouma) en rechts (generaal Phoumi Nosavan). In 1974 werd Souphanouvong voorzitter van de Nationale Advies Raad. In december 1975 bleek de positie van de Pathet Lao oppermachtig en werd de republiek uitgeroepen. 
Souphanouvong werd op 3 december 1975 president, terwijl de afgezette koning Savang Vatthana en de afgezette premier Souvanna Phouma adviseurs van de regering werden. Voorzitter van de ministerraad (premier) werd Kaysone Phomvihane. In 1986 moest Souphanouvong als president wegens ziekte aftreden. In 1991 legde hij zijn partijfuncties neer.